# Saint-Gilles-des-Marais
Saint-Gilles-des-Marais is een gemeente in het Franse departement Orne (regio Normandië) en telt 99 inwoners (2009). De plaats maakt deel uit van het arrondissement Alençon.

## Geografie
De oppervlakte van Saint-Gilles-des-Marais bedraagt 5,9 km², de bevolkingsdichtheid is dus 16,8 inwoners per km².
De onderstaande kaart toont de ligging van Saint-Gilles-des-Marais met de belangrijkste infrastructuur en aangrenzende gemeenten.

## Demografie
Onderstaande figuur toont het verloop van het inwonertal (bron: INSEE-tellingen).